# Bigelow (Missouri)
Bigelow é uma vila localizada no estado americano de Missouri, no Condado de Holt.

## Demografia
Segundo o censo americano de 2000, a sua população era de 38 habitantes. 
Em 2006, foi estimada uma população de 36, um decréscimo de 2 (-5.3%).

## Geografia
De acordo com o United States Census Bureau tem uma área de 
0,2 km², dos quais 0,2 km² cobertos por terra e 0,0 km² cobertos por água.

## Localidades na vizinhança
O diagrama seguinte representa as localidades num raio de 16 km ao redor de Bigelow. 